# Hackerspace

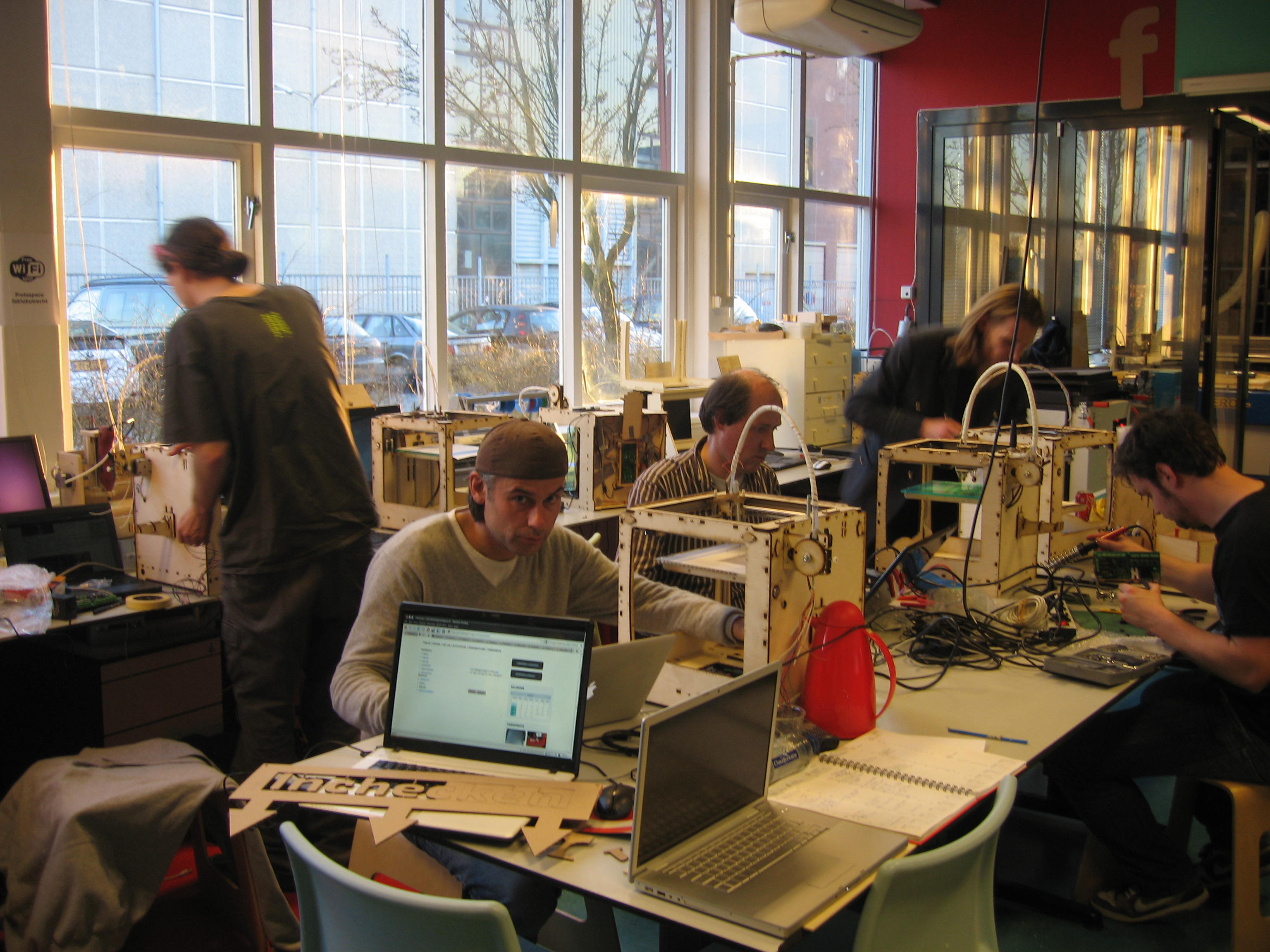
FabFlashes van protospace.nl

Een hackerspace, hackspace (samentrekking van hacker en space) of makerspace is een fysieke locatie waar mensen met gemeenschappelijke interesse, meestal in wetenschap, technologie, digitale en elektronische kunst elkaar kunnen ontmoeten en samenwerken. Een hackerspace kan gezien worden als een open laboratorium, atelier, werktuigplaats, workshopruimte en/of studio waar mensen van diverse achtergronden kunnen samenkomen om materiaal, werktuigen en kennis te delen en om dingen te maken.
In Nederland waren er op 1 maart 2025 ten minste vijftien hackerspaces waarvan dertien met een eigen ruimte. In België waren er, op 4 november 2021, 14 hackerspaces en daarnaast 26 coworking-ruimtes.

## Functies
Activiteiten in een hackerspace zijn onder meer:
- Bijleren en kennis delen
- Presentaties en lezingen
- Sociale activiteiten, zoals spelletjes en feestjes
- Werken aan eigen en gemeenschappelijke projecten

Hackerspaces zorgen voor de nodige infrastructuur: kamers, eten en drinken, stroom, computers, servers, netwerk met internet-link, audio-apparatuur, projectoren, spelletjesconsoles, soldeergerief en een hoop andere tools.
Wat er gedaan wordt, is slechts beperkt door het aanwezige materiaal. Naarmate de hackerspace groeit en ook het ledenaantal groter wordt, worden de mogelijkheden vaak groter.

## Geschiedenis
Eind jaren 90 waren er, onder de noemer vrije internetwerkplaats in Nederland enkele voorlopers van wat we nu hackerspaces noemen. Deze ruimtes waren in kraakpanden gevestigd en daarom altijd tijdelijk van aard. Na een ontruiming moest elders weer opnieuw een ruimte worden ingericht.
Een meer permanente incarnatie van het fenomeen vinden we in Duitsland, waar de eerste hackerspaces ontstonden als clubhuizen van de Duitse Chaos Computer Club. Een tweede golf van hackerspaces ontstond in de Verenigde Staten, nadat een groep Amerikanen onder de naam 'Hackers on a Plane (HOAP)' naar Europa kwam om het Chaos Communication Camp in 2007 te bezoeken. Zij gingen voorafgaand hieraan op bezoek bij enkele van de Duitse en Oostenrijkse hackerspaces, en raakte geïnspireerd om ook in de Verenigde Staten hackerspaces op te richten. In 2008 schoten de hackerspaces aldaar figuurlijk uit de grond.
Een soortgelijke ontwikkeling ontstond ook na het hackersfestival Hacking at Random 2009 in Nederland. De Utrechtse hackerspace RandomData werd opgericht in 2009 en was daarmee de eerste hackerspace in Nederland. Geïnspireerd door het enthousiasme van oprichter Barry van Kampen, de Belgische hackerspace HSBXL en de sfeer op het genoemde festival werd niet lang daarna Revelation Space in Den Haag opgericht. Deze twee initiatieven vormden de inspiratie voor een hele reeks nieuwe hackerspaces in Nederland.